# Iphra splendida
Iphra splendida là một loài bọ cánh cứng trong họ Cerambycidae.